# Teste de virgindade

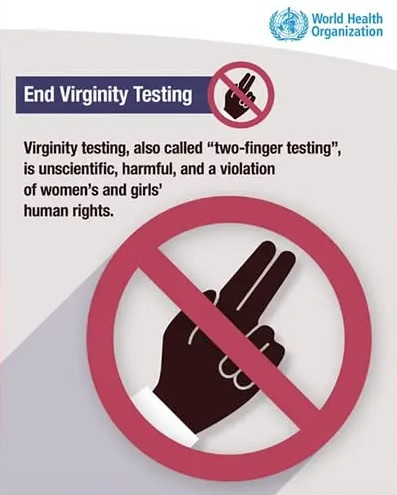
Cartaz da Organização Mundial da Saúde contra o teste de virgindade

O teste de virgindade é a prática e o processo pseudocientífico de determinar se uma mulher ou menina é virgem; ou seja, determinar que ela nunca tenha se envolvido em, ou tenha sido submetida a, relação vaginal. O teste normalmente envolve uma verificação da presença de um hímen intacto, com base na suposição equivocada de que ele só pode ser, e será sempre, rompido como resultado de relações vaginais. O teste de virgindade é mais comum na Ásia e no Oriente Médio, assim como no Norte e no Sul da África e na Europa.
O teste de virgindade é amplamente considerado controverso devido às suas implicações para as mulheres e meninas examinadas, sendo visto como antiético, além de ser amplamente considerado não científico. Em casos de suspeita de estupro, abuso sexual infantil ou outras formas de agressão sexual, pode ser realizado um exame detalhado do hímen, mas o estado do hímen isoladamente geralmente é inconclusivo. Em outubro de 2018, o Conselho de Direitos Humanos das Nações Unidas, a ONU Mulheres e a Organização Mundial da Saúde (OMS) pediram a proibição dos testes de virgindade, pois se trata de uma prática dolorosa, humilhante e traumática que constitui violência contra a mulher.

## História

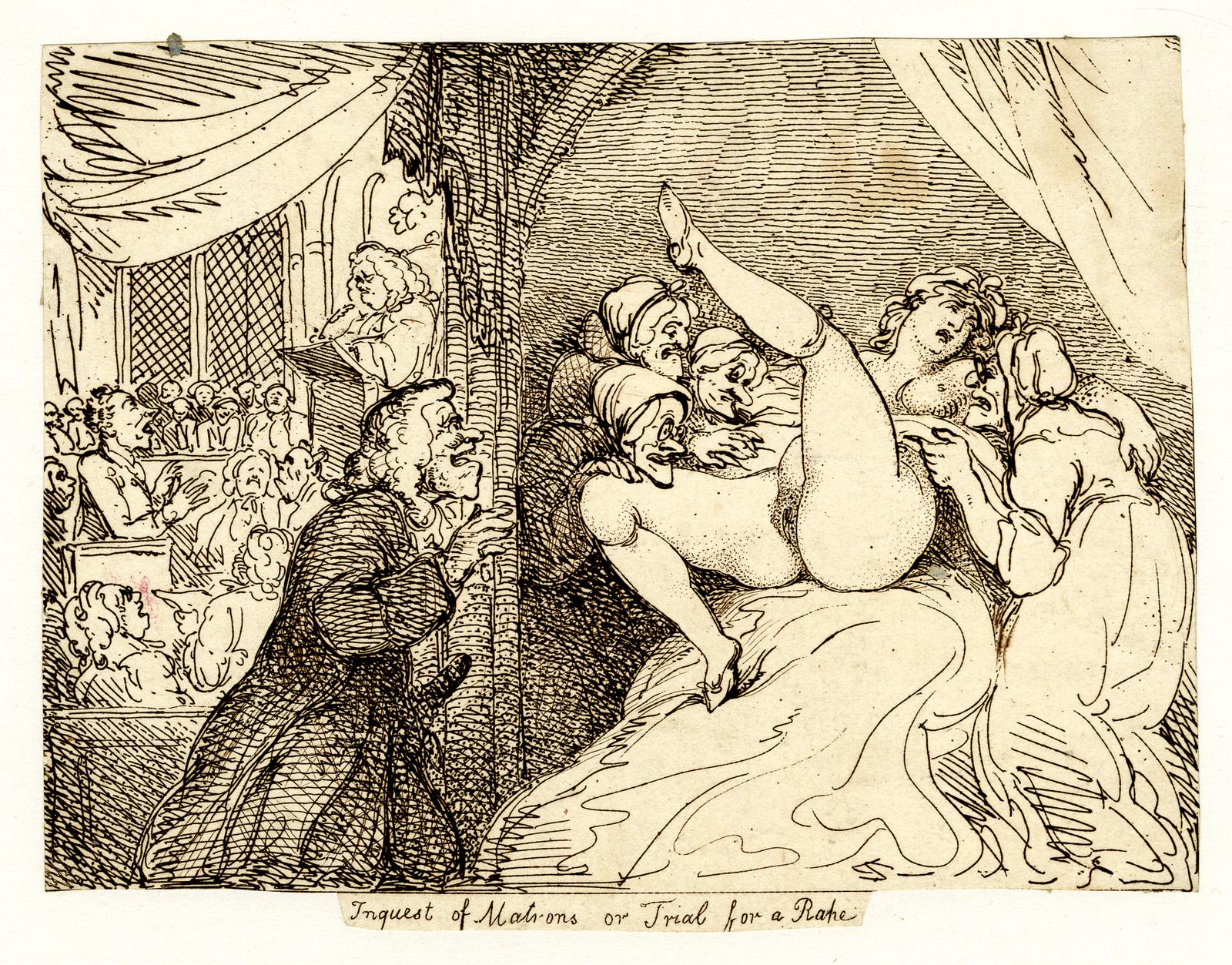
Thomas Rowlandson, Inquérito de Matronas ou Julgamento por Estupro, c. 1790–1810

Muitas sociedades pré-modernas atribuíram grande valor à avaliação da virgindade de suas jovens, como atestam fontes que vão desde a mitologia até a literatura popular, o folclore e registros oficiais.
Antes do avanço do conhecimento anatômico no século XV, a natureza do hímen não era totalmente compreendida e, consequentemente, uma grande variedade de testes mais ou menos fantásticos ou supostamente científicos era recomendada. Os incas do Peru reservavam suas "Vírgenes do Sol" como esposas para homens de alto status, e quando se suspeitava que uma garota tivesse atividade sexual, ela era feita a soprar em um fogo incandescente; se a chama aumentasse, considerava-se que ela era castíssima. Na Grécia Antiga, uma história do século V a.C. conta como o deus Pã poderia estabelecer a pureza de qualquer garota, pois sua flauta mística reagia espontaneamente à presença de uma virgem.
As narrativas medievais Floris e Blancheflur (c. 1250) e Bevis de Hampton (c. 1300) apresentam heroínas virgens que devem provar sua pureza e, portanto, seu valor. Esse cenário também foi encenado no teatro inglês, em peças como O Transformado (1622).

## Prevalência e legalidade
A prática de teste de virgindade é mais comum na Ásia e no Oriente Médio, assim como no Norte e no Sul da África. Seu uso recente no Reino Unido remonta à década de 1970. É legal que médicos nos Estados Unidos realizem testes de virgindade. Exames para testar atividade sexual prévia costumavam ser realizados em vítimas de estupro em Bangladesh, Paquistão e Índia antes de serem proibidos.

## Método
O processo de teste de virgindade varia conforme a região. Em áreas com médicos disponíveis, os testes costumavam ser realizados em consultórios médicos. Contudo, em países onde não há médicos, os examinadores costumam ser mulheres mais velhas ou quem for considerado confiável para procurar um hímen. Isso é comum entre tribos africanas que realizam o teste.
Outra forma de teste de virgindade envolve a avaliação da laxidade dos músculos vaginais com dois dedos (o "teste dos dois dedos"). Um médico insere um dedo na vagina para verificar o nível de laxidade vaginal, usado para determinar se ela está "habituada à relação sexual". Contudo, a utilidade desses critérios vem sendo questionada por autoridades médicas e opositores do teste de virgindade, pois a laxidade vaginal e a ausência de hímen podem ser causadas por outros fatores, e o "teste dos dois dedos" baseia-se em observação subjetiva.
Entre os povos bantus da África Subsaariana, o teste de virgindade ou até mesmo a infibulação (sutura dos lábios maiores) era comum. Tradicionalmente, meninas kenuzi (do Sudão) eram casadas antes da puberdade por homens adultos que as inspecionavam manualmente para verificar a virgindade.

## Exemplo de violência contra a mulher
O teste de virgindade impõe pressões sociais desiguais para homens e mulheres permanecerem virgens até o casamento. O teste perpetua essas crenças estereotipadas nocivas por meio de uma estrutura discriminatória que coloca as mulheres como principais responsáveis por toda atividade e conduta sexual.
No Irã, dezesseis entrevistas semiestruturadas em profundidade foram conduzidas com participantes de 32 a 60 anos para elucidar as percepções e experiências de examinadores de testes de virgindade. A percepção e experiência dos examinadores refletiram-se em cinco temas principais. O resultado desse estudo indicou que o teste de virgindade é mais do que um exame médico, considerando os fatores culturais envolvidos e suas consequências explícitas e implícitas. No Irã, o teste é realizado tanto por motivos formais quanto informais, e os examinadores veem tais testes com ambiguidade quanto à precisão e certeza do diagnóstico e incerteza sobre ética e direitos reprodutivos. Examinadores são afetados pelas consequências explícitas e implícitas do teste de virgindade, crenças e valores culturais subjacentes ao teste, e motivos formais e informais para o teste de virgindade também usados para examinar crimes sexuais. Material copiado desta fonte, disponível sob a Licença Creative Commons Atribuição 3.0 Unported.
DW em 2024 relatou que prisões do regime iraniano usavam exames de hímen.

## Razões
Muitas culturas exigem prova da virgindade da noiva antes do casamento. Tradicionalmente, isso era testado pela presença de um hímen intacto, verificado por exame físico (geralmente realizado por um médico), que fornecia um certificado de virgindade, ou pela "prova de sangue", referindo-se ao sangramento vaginal resultante do rompimento do hímen. O exame físico normalmente era realizado antes da cerimônia de casamento, enquanto a "prova de sangue" envolve a inspeção de sinais de sangramento como parte da consumação do casamento, após a cerimônia.

## Abuso de mulheres
As forças militares do Egito realizaram testes de virgindade em mulheres detidas durante a Revolução Egípcia de 2011. Após protestos da Anistia Internacional ao governo egípcio em março de 2011, o governo alegou que os testes foram realizados para refutar alegações de que as mulheres haviam sido estupradas enquanto estavam sob custódia. A Anistia Internacional descreveu os testes de virgindade como "nada menos que tortura". Os testes de virgindade realizados pelo exército foram proibidos no Egito em 27 de dezembro de 2011, mas em março de 2012, o médico que realizou os testes foi absolvido de todas as acusações. Samira Ibrahim, a mulher egípcia que entrou com processo contra o governo que iniciou a discussão pública sobre o uso de testes de virgindade, disse em resposta à absolvição do médico: "O corpo de uma mulher não deve ser usado como ferramenta de intimidação, e ninguém deve ter sua dignidade violada." No entanto, surgem complicações no discurso sobre exames de hímen como abuso. Isso porque exames de hímen, como no estudo de Maya Mikdashi sobre o Líbano em Sextarianism (2022), às vezes são solicitados por mulheres e familiares para provar o status sexual das mulheres (para verificar se são virgens ou não, como em questões de casamento) e pelo Estado como evidência em casos de abuso em processos criminais.
Antes da década de 1980, o teste de virgindade também era realizado em mulheres que chegavam ao Reino Unido com o chamado visto de noiva, quando afirmavam que iam se casar com seus noivos que já viviam no país. O governo britânico argumentava que, se as mulheres fossem virgens, era mais provável que dissessem a verdade sobre o motivo de imigração. Em janeiro de 1979, uma mulher foi obrigada pelos oficiais de imigração britânicos a passar por um teste de virgindade ao chegar a Londres, alegando que estava lá para casar-se. Tal visita não exigia visto, mas, como prova de suas boas-fés, ela foi obrigada a se submeter ao teste. Essa prática foi exposta pelo The Guardian em 1979 e a política foi rapidamente alterada.
O teste de virgindade na Indonésia para candidatas femininas às forças armadas e à polícia é praticado desde 1965 e realizado durante exames médicos. Em agosto de 2013, no distrito de Prabumulih, em Sumatra do Sul, Indonésia, o chefe de educação local, Muhammad Rasyid, anunciou que meninas do ensino médio seriam submetidas anualmente a testes obrigatórios de virgindade, a partir de 2014. O objetivo declarado era reduzir a promiscuidade no distrito. Em 2014, a Human Rights Watch reportou que um teste físico de virgindade é rotineiramente realizado em candidatas femininas à Polícia Nacional da Indonésia como parte do processo de seleção.
Em agosto de 2021, o Chefe do Estado-Maior do Exército da Indonésia, o General Andika Perkasa, anunciou oficialmente que o exército não realizaria mais testes de virgindade para recrutas femininas. A marinha e a força aérea já haviam interrompido a prática.
No Irã, Atena Farghadani foi acusada de "relações sexuais ilícitas aquém do adultério" por apertar a mão de seu advogado em junho de 2015. Ela reclamou que autoridades e guardas prisionais iranianos fizeram gestos lascivos, insultos sexuais e outras ofensas, e realizou uma greve de fome "seca" de três dias em setembro de 2015 em protesto contra esse tratamento. No entanto, o assédio continuou. Em um bilhete escrito por Farghadani e vazado da prisão, ela afirmou que as autoridades judiciais a levaram a um centro médico fora da prisão em 12 de agosto de 2015 e a forçaram a se submeter a um teste de virgindade, supostamente para investigar a acusação contra ela.
Na comunidade Kanjarbhat, na Índia, após a cerimônia de casamento, realiza-se um teste de virgindade na esposa recém-casada usando um lençol branco. Se a mulher sangrar após a relação sexual com o marido, declara-se que 'Maal khara hai' (a mercadoria é pura) e, se não sangrar, o conselho declara que 'Maal khota hai' (a mercadoria está estragada). Em 2019, o governo do estado de Maharashtra anunciou que pretendia tornar os testes de virgindade para noivas um crime punível, descrevendo a prática como uma forma de agressão sexual.
Testes de virgindade são comuns em Afeganistão. Algumas mulheres passam por múltiplos testes. Os exames muitas vezes são realizados sem o consentimento da mulher e receberam ampla condenação, por serem desumanos e ferirem a dignidade das mulheres.

## Confiabilidade
Muitos pesquisadores afirmam que um hímen rompido não é indicador confiável de que uma mulher tenha sido penetrada vaginalmente, pois o rompimento pode ter sido resultado de outro evento. Além disso, em casos raros, algumas pessoas nascem sem hímen.
O hímen é um anel de tecido que fica logo dentro da abertura vaginal. As variações normais vão desde fino e elástico até espesso e relativamente rígido. A única variação que geralmente requer intervenção médica é o hímen imperfurado, que impede completamente ou retarda significativamente a passagem do fluxo menstrual; nesses casos, pode ser necessária intervenção cirúrgica para permitir a passagem do fluxo menstrual ou a relação sexual. Outra variação, o hímen septado (em que uma faixa de tecido divide o canal vaginal em duas partes), também pode exigir intervenção médica caso não seja resolvida naturalmente por meio de relação sexual ou outros meios. É um equívoco acreditar que o hímen sempre se rompe na primeira relação sexual ou que a relação seja necessária para romper o hímen.
Uma mulher pode passar por um procedimento cirúrgico chamado himenoplastia ou hymenorrhaphy para reparar ou substituir um hímen rompido, com o objetivo de "passar" em um teste de virgindade.

## Críticas
Em maio de 2013, a Suprema Corte da Índia determinou que o teste dos dois dedos em vítimas de estupro viola seu direito à privacidade e solicitou ao governo de Délhi que oferecesse procedimentos médicos melhores para confirmar agressão sexual. Em outubro de 2022, a Suprema Corte da Índia criticou fortemente a utilização do "teste dos dois dedos" em casos de estupro e agressão sexual, instando o governo central a tomar medidas imediatas para cessar a prática. O tribunal enfatizou que esse teste não tem base científica para determinar o histórico sexual das mulheres e, em vez disso, causa mais trauma às sobreviventes. Assim, decidiu que qualquer pessoa que realize tal teste em uma sobrevivente será considerada culpada de má conduta. A maioria dos países aboliu essa prática por considerá-la arcaica, não científica e invasiva à privacidade e à dignidade. O Collège des Médecins de Quebec proibiu seus membros de realizar testes de virgindade após constatar que alguns estavam fazendo isso, bem como emitindo certificados de virgindade. Em 2021, a Tribunal Superior de Lahore baniu o uso de testes de virgindade em casos onde mulheres afirmam ter sido estupradas. O Royal College of Midwives do Reino Unido afirma que o teste de virgindade é indefensável e não traz benefício médico. Foi criminalizado no Reino Unido a partir de 2022, juntamente com a himenoplastia e a oferta ou auxílio nesses procedimentos, por meio da Lei de Saúde e Assistência (Health and Care Act 2022).